# Gonyleptoides
Genre
Gonyleptoides est un genre d'opilions laniatores de la famille des Gonyleptidae.

## Distribution
Les espèces de ce genre sont endémiques du Brésil. Elles se rencontrent dans les États de Rio de Janeiro, de São Paulo et du Paraná.

## Liste des espèces
Selon World Catalogue of Opiliones (17/09/2021) :
- Gonyleptoides acanthoscelis (Bertkau, 1880)
- Gonyleptoides albipunctatus (Roewer, 1943)
- Gonyleptoides curvifemur Soares, 1944
- Gonyleptoides marumbiensis Soares, 1945

## Publication originale
- Roewer, 1913 : « Die Familie der Gonyleptiden der Opiliones-Laniatores. » Archiv für Naturgeschichte, sér. A, vol. 79, no 4, p. 1–256 (texte intégral).